# 虫垂切除術
虫垂切除術（ちゅうすいせつじょじゅつ、英語: Appendectomy）とは急性虫垂炎等において行われる手術。

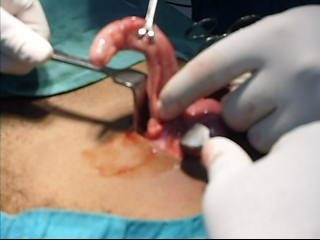

## 歴史
鼠径ヘルニア整復術の次に外科学領域で最も古くから行われている基本的手術の一つ。
初の症例報告としては、フランス人でロンドンのセントジョージ病院の外科部長であったクラウディウス・アミアンドが、1735年に10代の少年の鼠径ヘルニアの手術時に、ヘルニア内容物として化膿した虫垂を認め（Amyand's hernia）切除したものが最初と言われている。

## 種類
- 開腹虫垂切除術

通常局所麻酔（脊椎麻酔）で行う
- 腹腔鏡下虫垂切除術

通常全身麻酔で行う

## 方法
ここでは一般的な開腹虫垂切除術について記載する。

### 皮膚切開
皮膚切開は右下腹部に以下の通りに数cmの切開を行い腹腔内を露出させていく。
- 正中切開
- 交差切開（McBurney法）
- 傍腹直筋切開（Lennander法）

### 虫垂の剥離
- 虫垂間膜の結紮・切離
- 虫垂根部の結紮・切断